# 北山起义
北山起义是1940年越南谅山省北山州爆發的反對法國和日本的武裝暴動。1940年6月，日军入侵法属印度支那。9月22日，日军占领同登，进攻谅山。驻守谅山的法军撤退。9月27日，印度支那共产党北山地方党组织决定發起武裝暴動，当晚就攻佔了北山州州城的法军据点。10月中旬，印度支那共产党北圻委员会派陈登宁前往北山领导暴動。10月25日，印度支那共产党武裝攻占北山学校。10月28日，法軍得知印度支那共产党要在武棱召開大會，於是包围會場。印度支那共产党武裝於是向丛林撤退並繼續打游擊戰，這就是北山游击队，之後又改编为越南救国军中队，后来又建立武崖-北山根据地。